# Takeko Aragaki
Takeko Aragaki, coniugata Nozaki (新垣たけ子?, Aragaki Takeko; Yonabaru, 1946), è un'ex cestista giapponese.

## Carriera
Con il Giappone ha disputato due edizioni dei Campionati del mondo (1967, 1971).